# Bearsville Records
Bearsville Records est un label américain, actif entre 1970 et 1984. 

## Histoire
Le label est fondé en 1970 par Albert Grossman, à l'époque agent artistique de Bob Dylan et Janis Joplin. Le premier distributeur du label était Ampex Records. De 1972 jusqu'à sa fermeture, le label est distribué par Warner Bros. Records dans la plupart des pays. Au Royaume-Uni, il était distribué par Warner jusqu'en 1979, puis par Island jusqu'en 1981 ; ses dernières sorties britanniques sont concédées sous licence aux labels indépendants Avatar et Lamborghini. Son catalogue est repris par Rhino Entertainment.
Le label disparaît en 1984, deux ans avant la mort de Grossman. La veuve d'Albert Grossman dirigeait Bearsville Records de 2010 jusqu'à sa mort en mars 2021, à l'âge de 81 ans.

## Groupes et artistes
- Paul Butterfield
- Jonathan Cain (en)
- Felix Cavaliere (en)
- Bobby Charles
- The dB's
- Foghat
- Jesse Frederick (en)
- Halfnelson / Sparks
- NRBQ
- Todd Rundgren
- Utopia
- Randy VanWarmer (en)
- Jesse Winchester